# Debbie Lesko
Debra Kay Lesko (nasceu a 14 de novembro de 1958) é uma política americana e membro do partido republicano na Câmara dos Representantes dos Estados Unidos, representando o 8º distrito congressional do Arizona. O distrito está localizado na porção West Valley do Valley of the Sun e inclui Glendale, Surprise, Sun City, Peoria e parte oeste de Phoenix.
Lesko serviu no Senado do Arizona de 2015 a 2018. Ela foi presidente pro tempore do Senado do Arizona de 2017 a 2018. Lesko também serviu como membro da Câmara dos Representantes do Arizona de 2009 até 2015.
Lesko ganhou a nomeação republicana para as eleições especiais do 8º distrito congressional do Arizona. Ela venceu a eleição a 24 de abril, derrotando o candidato democrata Hiral Tipirneni com 52,4% dos votos contra 47,6% de Tipirneni.  Ela ganhou um mandato completo em novembro de 2018, derrotando novamente Tipirneni.

## Educação
Lesko nasceu em Sheboygan, Wisconsin e cresceu nas proximidades, filha de Delores e Don Lorenz. Ela formou-se em administração de empresas pela Universidade de Wisconsin, e na década de 1980, mudou-se para o Arizona, tendo uma empresa de construção.

## Carreira
No início dos anos 2000, Lesko envolveu-se no Distrito Escolar Unificado de Peoria. Ela serviu no comité comunitário do distrito. Em 2006, ela concorreu ao conselho escolar. Ela foi endossada por Trent Franks. Ela ficou em quarto lugar entre cinco candidatos. Ela participava das reuniões do conselho escolar e contribuía para a República do Arizona. Nas suas contribuições para o jornal, ela escreveu artigos de opinião sobre imigração ilegal e violência doméstica.

## Câmara dos Representantes dos Estados Unidos

### Eleições

#### Eleição especial de 2018
A 20 de dezembro de 2017, Lesko anunciou que concorreria à eleição especial para substituir o colega congressista republicano Trent Franks, que renunciou em meio a alegações de assédio sexual. O distrito do seu senado estadual incluía a maior parte do distrito eleitoral. Ela também anunciou que renunciaria ao Senado do Arizona. Embora as leis de renúncia do Arizona tivessem permitido que ela permanecesse no senado estadual, já que ela estava concorrendo a uma eleição especial (e ela estava no último ano de seu mandato), ela renunciou à sua cadeira a 8 de janeiro de 2018.
Lesko venceu a nomeação republicana e enfrentou o candidato democrata, médico Hiral Tipirneni, nas eleições gerais de 24 de abril. Ela foi endossada pelo presidente Donald Trump, que disse que Lesko era uma "republicana conservadora".
Ela venceu a eleição em 24 de abril, derrotando o candidato democrata Hiral Tipirneni com 52,6% dos votos, contra 47,4 de Tipirneni. A vitória foi por uma margem menor do que o esperado, com observadores sugerindo que isso era indicativo de uma onda democrata que se aproximava nas eleições do meio do mandato de 2018.

## Histórico eleitoral

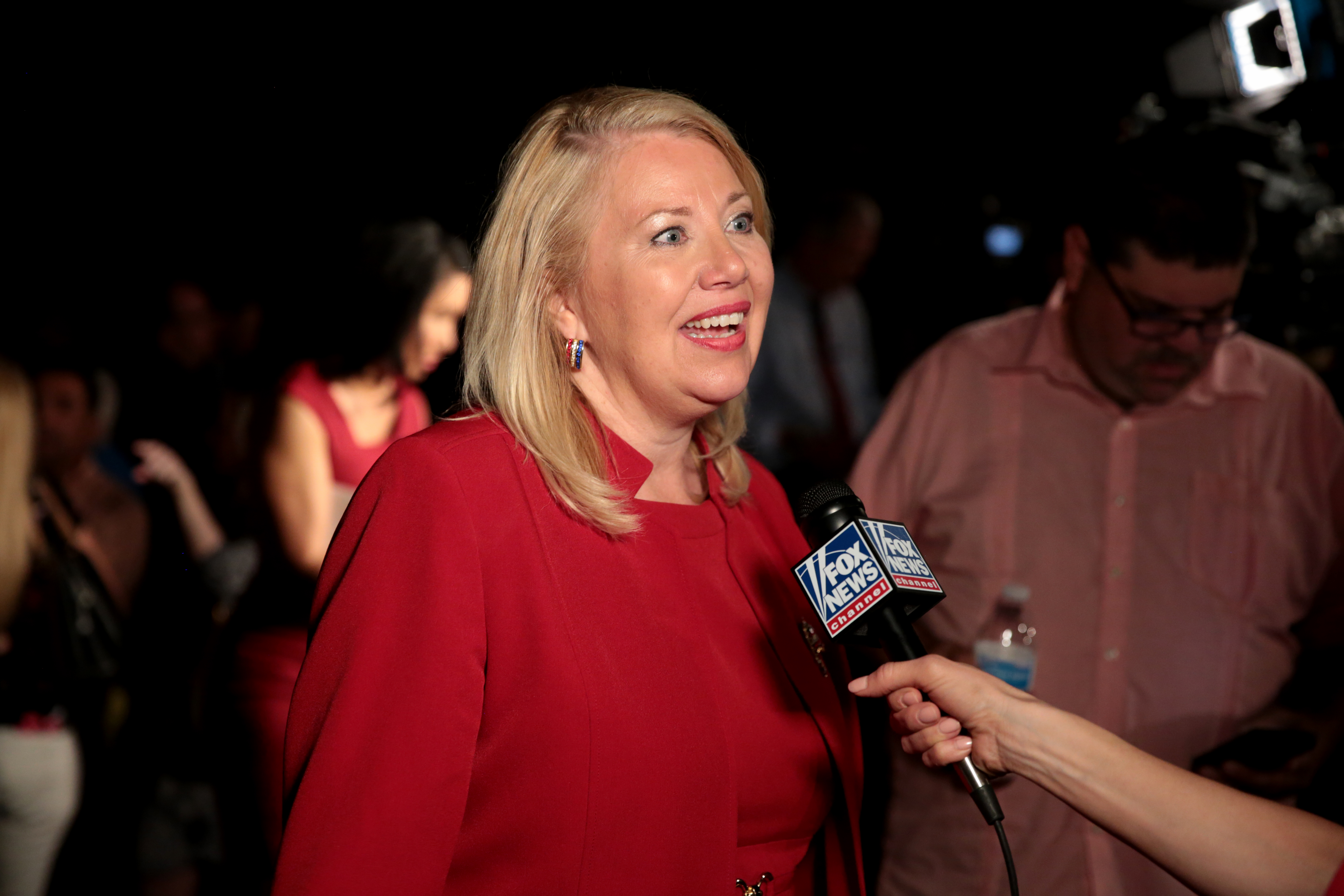
Debbie Lesko num evento de campanha em Peoria, Arizona.

- 2014 - Lesko concorreu ao Senado do Arizona, pelo 21º Distrito aberto, realizado pelo senador que se aposentava Rick Murphy. Ela não teve oposição nas primárias republicanas. Lesko derrotou Carolyn Vasko nas eleições gerais com 32.119 votos.[15]
- 2012 - Redistribuído para o 21º Distrito ao lado do colega Representante Republicano Rick Gray e com os Representantes Republicanos em exercício Thomas Forese e JD Mesnard redistribuídos para o Distrito 17, Lesko concorreu na Primária Republicana a 28 de agosto de 2012, ficando em primeiro lugar com 14.771 votos;[16] nas cinco eleições gerais de 6 de novembro de 2012, Lesko assumiu o primeiro lugar com 41.023 votos e o deputado Gray ocupou o segundo lugar, à frente das candidatas democratas Carol Lokare, Sheri Van Horsen e um candidato libertário por escrito.[17]
- 2010 - Com o Representante Murphy concorrendo ao Senado do Arizona deixou uma vaga no 9º Distrito aberta, Lesko concorreu na Primária Republicana de 24 de agosto de 2010 e ficou em primeiro com 14.498 votos;[18] nas eleições gerais a 2 de novembro de 2010, Lesko ocupou o primeiro lugar com 32.423 votos, o colega republicano Rick Gray ocupou o segundo lugar, à frente da indicada democrata Shirley McAllister.[19]
- 2008 - Com o Representante Republicano em exercício Bob Stump concorrendo à Comissão da Corporação do Arizona e deixando uma vaga no 9º Distrito aberta, o Representante Rick Murphy e Lesko ficaram sem oposição para a Primária Republicana de 2 de setembro de 2008; Lesko ficou em primeiro com 10.902 votos e o deputado Murphy em segundo;[20] nas eleições gerais de 4 de novembro de 2008, Lesko assumiu o primeiro assento com 37.762 votos e o deputado Murphy ocupou o segundo lugar, à frente dos indicados democratas Sheri Van Horsen (que concorreram ao cargo em 2006) e Shawn Hutchinson.[21]